# Bataille de Kinbourn (1787)
Pour les articles homonymes, voir Bataille de Kinbourn.
Guerre russo-turque de 1787-1792
Batailles
- Kinburn
- Otchakov
- Île des Serpents (Fidonisi)
- Focșani
- Râmnic
- Kertch
- Tendra
- Izmaïl
- Măcin
- Kaliakra

La bataille de Kinbourn ou siège de Kinbourn a lieu le 12 octobre 1787 (selon le calendrier grégorien, le 1er octobre selon le calendrier julien en usage dans l'Empire russe), pendant la guerre russo-turque de 1787-1792 . 

## Situation
Kinbourn était une forteresse, située en face d'Otchakov, sur un banc de sable dans le liman faisant partie du delta du Dniepr. Elle était mal protégée car les eaux et le sable ne permettaient pas de creuser un fossé suffisamment profond. Elle protégeait la base de la Flotte de la mer Noire à Kherson. L'attaque ottomane contre Kinbourn avait pour but de priver l'ennemi d'une base pour le siège d'Otchakov et de la base de la flotte à Kherson.

## Forces en présence
Alexandre Souvorov, commandant de la garnison russe, disposait de dix-neuf pièces d'artillerie en bronze en trois cent pièces d'artillerie en fer, limitées en portée et puissance de feu, 1 500 fantassins dans la forteresse, et à 30 verstes (environ 50 kilomètres), des renforts de l'armée impériale russe composés de 2 500 fantassins, ainsi que 28 canons légers et 10 canons de campagne, et de la cavalerie cosaque. 
Les Ottomans disposaient de trois navires de ligne de 60 canons, de quatre frégates de 34 canons, de quatre batteries flottantes et de quatorze canonnières de 4 canons chacune. Au total, environ cette flotte de la marine ottomane dispose 400 canons. 23 navires de transport acheminent les troupes de l'armée ottomane.

## Première attaque
Le 12 octobre 1787 à 9 heures du matin, 6 000 hommes sont débarqués, avec le soutien de feu de la flotte. Le pacha d'Ochakov ordonne aux navires de se retirer après le débarquement afin que la force ottomane n'envisage pas de retraite. Les fantassins commencent à creuser quinze tranchées d'attaque afin de se rapprocher de Kinbourn. Le sol ne leur permet cependant pas de creuser profond, car les tranchées se remplissent vite d'eau. Des sacs de terre sont alors utilisés comme remparts. Souvorov interdit à ses hommes de tirer avant que les Turcs ne soient à deux cent pas de la forteresse.

## Contre-attaque
À treize heures, les Turcs qui continuent de se rapprocher sont à 200 pas de la forteresse. Souvorov lance sa première contre-attaque avec 1 500 soldats de l'infanterie Orlov et des régiments de grenadiers de Chlisselbourg. Il parvient à prendre 10 des 15 tranchées, et est pris sous le feu de la flotte ottomane qui reste peu efficace. Les combats au corps-à-corps, passé l'effet de surprise initial, s'enlisent, et tournent à l'avantage des Turcs, plus nombreux. Souvorov lui-même est blessé et ne doit la vie qu'à un de ses grenadiers. 

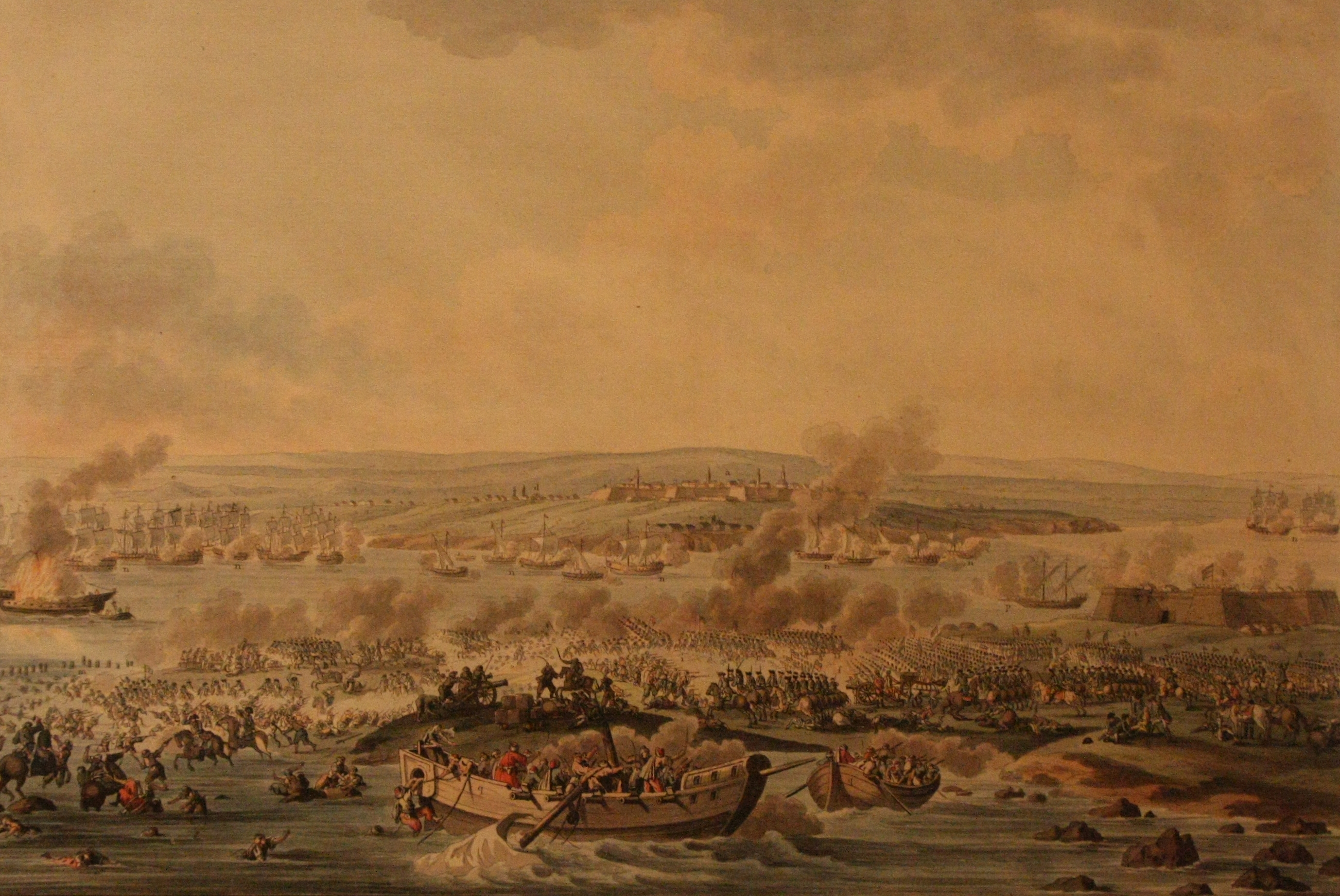
Bataille de Kinbourn, par K. von Mechel.

À 16 heures, des renforts russes s'approchent et Souvorov lance une nouvelle contre-attaque, après avoir demandé aux cosaques d'attaquer l'ennemi sur son flanc gauche, en passant par les bancs de sable. Cette manœuvre est couronnée de succès et les Turcs doivent quitter leurs tranchées et sont repoussés contre la côte, forçant la flotte à cesser le feu afin de ne pas toucher ses propres troupes. Les canons de régiment russes tirent à la boîte à mitraille causant des pertes très importantes. 
Dans la nuit, 600 survivants turcs rejoignent les bateaux par des chaloupes. Plusieurs centaines se sont cachés dans les roseaux et ont été débusqués par des cosaques le lendemain matin.
Les pertes russes s'élèvent à 2 officiers et 136 hommes de troupe morts, 17 officiers et 300 hommes de troupe blessés. Les pertes turques s'élèvent à 4 000 hommes, dont deux officiers français déguisés en Turcs qui ont été envoyés en Sibérie. 
Dans le rapport de Souvorov, le régiment de Chlisselbourg est cité pour son courage. Catherine la Grande décore Souvorov de l'ordre de Saint-André pour cette victoire.